# Hapalopsittaca
Hapalopsittaca Ridgway, 1912 è un genere di uccelli della famiglia degli Psittacidi.

## Descrizione
Il genere comprende specie caratterizzate da colori vivaci, su base verde e da una conformazione tozza, con coda corta arrotondata e ali potenti. Prediligono le foreste ad alta quota e vivono piuttosto isolati.

## Tassonomia
Comprende le seguenti specie:
- Hapalopsittaca amazonina (Des Murs, 1845) - pappagallo facciaruggine
- Hapalopsittaca fuertesi (Chapman, 1912) - pappagallo alindaco
- Hapalopsittaca melanotis (Lafresnaye, 1847) - pappagallo alinere
- Hapalopsittaca pyrrhops (Salvin, 1876) - pappagallo facciarossa